# Disc fonogràfic

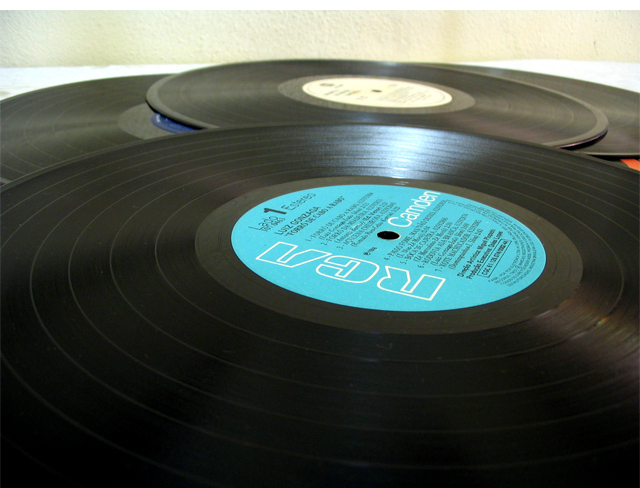
Discs de vinil.

Un disc fonogràfic, normalment anomenat simplement disc i de vegades vinil, és un suport d'enregistrament de so analògic que consisteix en un disc pla amb un solc modulat gravat en forma d'espiral que comença prop de la perifèria i acaba prop del centre del disc. Té un forat circular al seu centre, de diàmetre variable segons el format del disc. Els discs van ser la tecnologia principal de reproducció de música personal durant la major part del segle xx; van reemplaçar el cilindre de fonogràf de primers de segle i, tot i que la seva popularitat va minvar considerablement en aparèixer el disc compacte des de 1981 del mateix segle, al començament del segle xxi encara es continuen fabricant i venent, encara que cada vegada en un nombre menor. Encara que per molts sigui un article obsolet, roman un del formats d'àudio més utilitzat pels discjòqueis gràcies a la seva gran qualitat de so respecte noves tecnologies que surten a la venda i s'imposen en el mercat com són els CD.
Els registres de fonògraf es descriuen generalment pel seu diàmetre en polzades (12 polzades, 10 polzades, 7 polzades), la velocitat de rotació en revolucions per minut (rpm) en què es reprodueixen (8 1/3, 16 2 / 3, 33 1/3, 45, 78), [6] i la seva capacitat de temps, determinada pel seu diàmetre i velocitat (LP [joc llarg], disc de 12 polzades, 33 1/3 rpm; SP [únic], Disc de 10 polzades, 78 rpm o disc de 7 polzades, 45 rpm; EP [joc estès], disc de 12 polzades, 33 1/3 o 45 rpm); la seva qualitat reproductiva o el nivell de fidelitat (alta fidelitat, ortofònica, àmplia gamma, etc.); i la quantitat de canals d'àudio (mono, estèreo, quad, etc.).
Els discos de vinil es poden ratllar o deformar si s'emmagatzemen de manera incorrecta, però si no estan exposats a calor elevada, trencats o manipulats amb poca cura, un disc de vinil té el potencial per durar segles.
La funda exterior i les interiors són valorades per col·leccionistes i artistes per l'espai destinat a l'expressió visual, especialment pel que fa a l'LP.

## Història
El fonògraf, patentat per Léon Scott el 1857, utilitzava un diafragma vibrant i un llapis per registrar gràficament ones de so com traços a un paper, purament per a analitzar-lo visualment i sense cap intenció de reproduir-les. A la dècada del 2000, aquests traços van ser escanejats per primera vegada per un enginyer d'àudio i convertits digitalment en so audible. Els registres de cant i de discursos registrats per Scott el 1860 es van reproduir com a so per primer cop el 2008. Juntament amb un to de diapasó i fragments inintel·ligibles registrats ja el 1857, aquestes són les primeres gravacions de so conegudes.
El 1877, Thomas Alva Edison va inventar el fonògraf. A diferència del fonoautògraf, podia gravar i reproduir so. Tot i la similitud del nom, no hi ha evidència documental que el fonògraf d'Edison es basés en l'aparell de Scott. Edison primer va intentar gravar so a una cinta de paper impregnada de cera, amb la idea de crear un "repetidor telefònic" analògic al repetidor telegràfic en el que havia estat treballant. Encara que els resultats visibles li van fer confiar en què el so es podia gravar i reproduir físicament, les seves notes no indiquen que realment reproduís el so abans del seu primer experiment en què va utilitzar una làmina d'estany com a mitjà de gravació uns quants mesos després. El paper d'estany s'embolicava al voltant d'un cilindre de metall amb solcs i una agulla que vibrava moguda per les ones sonores marcava la làmina d'estany mentre el cilindre girava. La gravació es podia reproduir immediatament. L'article de la revista Scientific American que presentava el fonògraf de làmina d'estany al públic, mencionava els invents anteriors de Marey, Rosapelly i de Barlow, així com el de Scott, citant-los com a creadors de dispositius per gravar però, el que era més important, no per reproduir el so. Edison també va inventar variacions del fonògraf que emprava cinta i formats de disc. Es van imaginar nombroses aplicacions pel fonògraf, però tot i que es va posar de moda com una novetat sorprenent a les demostracions públiques efectuades, el fonògraf de làmina d'estany va resultar ser massa tosc per ser utilitzat a la pràctica. Una dècada més tard, Edison va desenvolupar un fonògraf molt millorat que emprava un cilindre de cera buit en lloc d'una làmina d'estany. Aquest va resultar ser un dispositiu amb millor so i molt més útil i durador. El cilindre de fonògraf de cera va crear el mercat del so gravat a finals de la dècada de 1880 i el va dominar durant els primers anys del segle xx.
Els discos plans van ser desenvolupats als Estats Units per Emile Berliner (encara que la patent original de Thomas Edison incloïa aquest tipus de discos), qui va anomenar al seu sistema el "gramòfon", distingint-lo del "fonògraf" de cilindre de cera d'Edison i del cilindre de cera del "gramòfon" de l'American Graphophone. Els primers discos de Berliner, comercialitzats a partir de 1889 inicialment només a Europa, tenien 12,5 cm (aproximadament 5 polzades) de diàmetre i es tocaven amb una petita màquina accionada manualment. Tant els discos com la màquina eren adequats només pel seu ús com a joguina o curiositat, segut a la limitada qualitat del so. El 1894, sota la marca Berliner Gramophone, Berliner va començar a comercialitzar als Estats Units discos de 7 polzades de diàmetre amb una qualitat sonora bastant millorada, juntament amb gramòfons una mica més perfeccionats per reproduir-los. Tot i així, el seu so era encara deficient en comparació amb els cilindres de cera, fins que el soci de Berliner a la fabricació de discos, Eldridge R. Johnson, els va poder millorar considerablement. Abandonant la marca registrada "Gramophone" de Berliner per raons legals, a partir del 1901 les empreses separades de Johnson i de Berliner acabarien reorganitzant-se per formar la Victor Talking Machine Company a Camden (Nova Jersey), els productes dels quals arribarien a dominar el mercat durant molts anys. Emile Berliner va traslladar la seva empresa a Montreal el 1900. La fàbrica, que es va convertir en la sucursal al Canadà de RCA Records, encara existeix. Hi ha un museu dedicat a Berliner a Montreal (el Musée des ondes Emile Berliner).
El 1901 es van introduir els discos de 10 polzades, seguits el 1903 pels de 12 polzades. Aquests podien sonar durant més de tres i quatre minuts respectivament, mentre que els cilindres contemporanis només duraven uns dos minuts. En un intent per contrarestar l'avantatge del disc, Edison va introduir el cilindre de la marca Amberol el 1909, amb un temps màxim de reproducció de 4 1⁄₂ minuts (a 160 rpm), que a la vegada va ser reemplaçat pels cilindres comercialitzats com Blue Amberol Records, que tenien una superfície de cel·luloide, un plàstic molt menys fràgil. Tot i aquestes millores, durant la dècada de 1910 els discos van acabar guanyant aquesta particular guerra de formats, encara que Edison va continuar produint fins a finals del 1929 els cilindres Blue Amberol per una clientela cada cop més reduïda. Als voltants del 1919, les patents bàsiques per la fabricació de discos plans havia caducat, obrint el camp a incontables empreses per produir-los.
Cap als anys 60 del segle xx la popularitat del disc va anar augmentant ràpidament, i fins i tot es va encunyar el terme "microsolc" per a referir-s'hi. Els aparells necessaris per a reproduir-los, anomenats tocadiscs, ja eren gairebé a totes les llars, i alguns dels models d'aquella època podien funcionar a 16, 33⅓, 45 i 78 rpm, per bé que ràpidament els formats de disc van quedar establerts en 45 rpm per als discs senzills (de l'anglès singles) i en 33⅓ rpm per als LP (de l'anglès long play, llarga durada).
Des del 1975 van aparèixer els maxi-singles, que eren una mescla entre els discs senzills i els LP: tenien la mida i aparença d'un elapé, però sense la seva durada, malgrat ser superior a la d'un senzill, i es reproduïen a 45 rpm. Normalment, a la primera cara s'hi trobava una versió ampliada (més llarga) del tema que donava títol al disc, i a la segona una altra versió (o diverses versions) del mateix tema. La distància entre solcs del maxi-single era superior a la dels discs senzills, la qual cosa proporcionava una qualitat de so lleugerament més alta.
Els discos analògics van dominar el mercat de l'entreteniment casolà fins que van ser superats pels discos compactes digitals a la dècada de 1980, que a la vegada van ser substituïts per les gravacions digitals de so distribuïdes a través de botigues de música en línia i mitjançant l'intercanvi d'arxius a internet.

## Discs de desenvolupament 78 rpm

### Velocitats primerenques
Les primeres gravacions de disc van ser produïdes en una varietat de velocitats que van des de 60 a 130 rpm i una varietat de mides. Ja a principis de 1894, l'empresa Gramophone dels Estats Units d'Emile Berliner venia discs d'una sola cara de 7 polzades amb una velocitat estàndard anunciada de "prop de 70 rpm".
Un manual d'enregistrament d'àudio estàndard descriu els reguladors de velocitat, o els governadors, com a part d'una onada de millora introduïda ràpidament després de 1897. Una imatge d'un 1898 Berliner Gramphone mostra un governador. Diu que les unitats de corda reemplacen les unitats de mà. Pren nota que:
El regulador de velocitat es va subministrar amb un indicador que mostrava la velocitat quan la màquina s'executava perquè els registres, a la reproducció, podrien girar a la mateixa velocitat ... La literatura no revela per què es va triar 78 rpm per a la indústria fonogràfica, pel que sembla, això només va passar a ser la velocitat creada per una de les màquines primerenques i, per qualsevol altra raó, es va seguir utilitzant
El 1925, la velocitat del registre es va estandarditzar a un valor nominal de 78 rpm. Tanmateix, l'estàndard difereix entre els llocs amb subministrament elèctric de corrent altern a 60 Hz (cicles per segon, Hz) i els de 50 Hz. Quan la xarxa elèctrica era de 60 Hz, la velocitat real era de 78.26 rpm: la d'un estroboscopi de 60 Hz que il·lumina marques de calibratge de 92 bar. On era 50 Hz, era de 77,92 rpm: el d'un estroboscopi de 50 Hz que il·luminava marques de calibratge de 77 bar.

### Enregistrament acústic
Els primers enregistraments es van fer de manera acústica, el so recollit per una botzina i canonada a un diafragma, que feia vibrar el llapis de tall. La sensibilitat i el rang de freqüències eren pobres, i la resposta a la freqüència era molt irregular, donant als enregistraments acústics una qualitat tonal reconeguda a l'instant. Un cantant pràcticament havia de posar la seva cara a la botzina d'enregistrament. Els instruments orquestrals més baixos com els violoncels i els contrabaixos sovint es van duplicar (o substituir) per instruments més forts, com ara tubes. Els violins estàndard en conjunts orquestrals van ser substituïts per violins Stroh, que es van fer populars amb els estudis de gravació.
Fins i tot els tambors, si es planifiquen i es col·loquen correctament, podrien enregistrar-se i sentir-se de forma efectiva fins i tot en els primers enregistraments de banda jazzística i militar. Els instruments més forts com els tambors i les trompetes es posicionaven més allunyats de la botzina de recollida. Lillian Hardin Armstrong, membre de la King Jazz Band de King Oliver, gravat a Gennett Records en 1923, va recordar que, en un primer moment, Oliver i el seu jove segon trompeta, Louis Armstrong, estaven al costat dels altres i el corn d'Oliver no se sentia. "Van posar a Louis a uns quinze peus a la cantonada, mirant a tothom amb tristesa".

### Enregistrament lateral o vertical
Al primer sistema de registre de so desenvolupat per Edison, el fonògraf, la informació quedava gravada a un solc inscrit en un cilindre recobert de paper d'estany, al que es realitzava una incisió de profunditat variable mitjançant la punta d'un estilet que oscil·lava verticalment al ritme de les vibracions sonores recollides per un diafragma situat al final d'una botzina. Aquest procediment produïa a l'interior del solc un relleu amb una forma que recordava a un paisatge de valls i muntanyes. L'avantatge principal consistia en que el moviment de l'agulla (tant al gravar com al reproduir), quedava descompost en dos components independents entre sí: per una banda, el moviment tangencial al voltant del cilindre (de velocitat lineal constant, i amb els solcs idènticament espaiats), i per altra banda, la oscil·lació vertical de l'agulla. La relativa simplicitat mecànica del sistema, i la possibilitat de realitzar gravacions, van fer que l'ús de cilindres es mantingués fins a principis del segle xx.
Tot i així, el sistema de discos plans d'Emile Berliner, que havia d'evitar als seus dissenys els problemes generals per les nombroses patents d'Edison, va optar pel sistema de gravació lateral, en què el solc tenia una profunditat constant i la informació sonora quedava registrada mitjançant oscil·lacions a dreta i esquerra respecte la posició central del solc.
A la dècada de 1910, la tecnologia de gravació dels discos plans utilitzava majoritàriament el sistema de gravació lateral, fet que el 1912 va impulsar a Edison a intentar captar el mercat diferenciant-se de la competència amb el llançament dels seus discos "Diamond Disc", els solcs dels quals estaven gravats verticalment. Això significava que les màquines dissenyades per reproduir discos de gravació lateral no podien reproduir discos de gravació vertical i viceversa. El fabricant francès Pathé Records també havia adoptat des del 1906 el format vertical pels seus discos, que a la vegada eren incompatibles amb els productes d'Edison. Finalment, a inicis de la dècada de 1930, el format lateral es va imposar definitivament, i el format vertical es va deixar d'utilitzar.
Bàsicament, ambdós sistemes estan basats en el mateix principi físic (la reconstrucció d'un so mitjançant una agulla unida a un diafragma al recórrer les oscil·lacions recollides a un solc), i la seva diferència principal consistia en la manera en què quedava afectada la configuració dels solcs sobre la superfície del suport: el sistema vertical permet distribuir els solcs de forma pràcticament uniforme i més compacta, mentres que al sistema lateral la separació entre els solcs està condicionada per l'amplitud de les oscil·lacions registrades transversalment.
Dit d'una altra manera, a un sistema de gravació lateral, l'estilet que grava la matriu es desplaça horitzontalment, en sentit perpendicular a la direcció del solc, generant una sinusoide la profunditat de la qual és constant, tot i que l'ample total de la banda coberta al voltant de l'eix del solc depèn de l'amplitud amb la que es transcriu l'ona sonora. En canvi, al sistema de gravació vertical, l'estilet es desplaça amunt i avall, generant al solc un relleu en forma de valls i muntanyes, l'amplitud de la qual sobre la superfície del disc només varia lleugerament amb la profunditat de la incisió.

### Enregistrament elèctric
Durant la primera meitat de la dècada de 1920, els enginyers de Western Electric, així com els inventors independents, com ara l'Orlando Marsh, van desenvolupar tecnologia per capturar so amb un micròfon, amplificar-la amb tubs de buit, i després utilitzar el senyal amplificat per conduir un cap d'enregistrament electromecànic. Les innovacions de Western Electric van donar lloc a una resposta de freqüència més àmplia i suau, que va produir un enregistrament notablement més complet, més clar i més natural. Ara es podien capturar sons suaus o distants que abans no podien registrar-se. El volum només estava limitat per l'espaiat de la ranura en el registre i l'amplificació del dispositiu de reproducció. Victor i Columbia van llicenciar el nou sistema elèctric de Western Electric i van començar a emetre discos durant la primavera de 1925. La primera gravació clàssica feta elèctricament va ser "Impromptus" de Chopin i "Litanei" de Schubert interpretat per Alfred Cortot per a Victor.

Un anunci de Wanamaker de 1926 a The New York Times ofereix registres "pel recent procés de gravació elèctrica de Victor". Va ser reconegut com un avanç; el 1930, un crític musical de The Times va declarar:
... ha arribat el moment de serioses crítiques musicals per tenir en compte les actuacions de gran música reproduïdes mitjançant els registres. Per a afirmar que els registres han tingut èxit en la reproducció exacta i completa de tots els detalls de les interpretacions simfòniques o operàtiques ... seria extravagant ... [però] l'article d'avui és tan avançat com les màquines antigues, ja que difícilment s'admet la classificació sota el mateix nom. L'enregistrament i la reproducció elèctrica s'han combinat per mantenir la vitalitat i el color en els recitals per poder. 
Els reproductors de discos amplificats elèctricament eren inicialment cars i lents per ser adoptats. El 1925, l'empresa Victor va introduir tant l'Orthophonic Victrola, un reproductor acústic que va ser dissenyat per tocar discos gravats elèctricament i la Electrola amplificada elèctricament. L'Ortofònica acústica tenia un preu de US $ 95 a $ 300, depenent dels gabinets. No obstant això, el més barat Electrola va costar 650 dòlars, en una època en què el preu d'un nou Ford Model T era inferior a 300 dòlars i els treballs clericals pagaven al voltant de $20 per setmana.

L'ortofònic tenia una banya exponencial doblegada interior, un disseny sofisticat informat per la teoria de la correspondència d'impedància i la línia de transmissió, i dissenyat per proporcionar una resposta de freqüència relativament plana. La seva primera demostració pública va ser notícies de primera plana a The New York Times, que va informar:
El públic va aplaudir ... John Philip Sousa [va dir]: '[Senyors], això és una banda. Aquesta és la primera vegada que he sentit música amb una mica d'ànima produïda per una màquina mecànica parlant "... El nou instrument és una gesta de les matemàtiques i la física. No és el resultat d'innombrables experiments, sinó que s'ha treballat en paper abans de ser construït al laboratori ... La nova màquina té un rang de 100 a 5.000 [cicles], o cinc i mitja octaves ... El «to de fonògraf» s'elimina amb el nou procés d'enregistrament i reproducció. 
A poc a poc, la reproducció elèctrica va entrar a la llar. El motor de corda va ser reemplaçat per un motor elèctric. L'antiga caixa de so amb el seu diafragma lligat a l'agulla va ser reemplaçat per una recollida electromagnètica que convertia les vibracions de l'agulla en un senyal elèctric. El braç ara servia per dur un parell de cables, no d'ones sonores, a la càpsula. La botzina exponencial va ser reemplaçada per un amplificador i un altaveu.
Les vendes de gravacions van disminuir precipitadament durant la Gran Depressió de la dècada de 1930. RCA, que va comprar la companyia Victor Talking Machine el 1929, va introduir una plataforma giratòria econòmica anomenada Duo Jr., que estava dissenyada per connectar-se als seus conjunts de ràdio. Segons Edward Wallerstein (director general de la divisió RCA Victor), aquest dispositiu era "instrumental per revitalitzar la indústria".

### Materials del 78 rpm
Els registres de disc més antics (1889-1894) es van fer de diversos materials, incloent-hi el cautxú dur. Al voltant de 1895, es va introduir un material basat en la goma de làtex i es va convertir en estàndard. Les fórmules per a la barreja van variar pel fabricant al llarg del temps, però normalment es tractava d'aproximadament un terç de farcit mineral de goma i dos terços (pissarra fina o pedra calcària), amb fibres de cotó per afegir resistència a la tracció, negre de carboni per a color (sense el qual tendia per ser un color gris o marró "brut" poc atractiu, i una quantitat ínfima d'un lubricant per facilitar l'alliberament de la premsa manufacturera. Columbia Records va utilitzar un disc laminat amb un nucli de material més gruixut o fibra. La producció de registres de xocolata va continuar durant tota l'època de 78 rpm que va durar fins a la dècada de 1950 en les nacions industrialitzades, però fins als anys 60 en d'altres. Es van desenvolupar formulacions menys abrasives durant els seus anys més baixos i exemples molt tardans en condicions similars poden tenir nivells de soroll tan baixos com el vinil.
Alguns fabricants van introduir alternatives flexibles i irrompibles al shellac durant l'època de 78 rpm. A partir de 1904, Nicole Records del Regne Unit va revestir cel·luloide o una substància similar en un disc central de cartró durant uns anys, però van ser sorollosos. Als Estats Units, Columbia Records va introduir preses flexibles de "Marconi Velvet Tone Record" en 1907, però la seva longevitat i les seves superfícies relativament silencioses depenien de l'ús d'agulles Marconi d'or, i el producte no va tenir èxit. Els discos de plàstic prims i flexibles, com el Phonycord alemany i els discos britànics Filmophone i Goodson, van aparèixer al voltant de 1930 però no per gaire temps. El Pathé Cellodiscs francès contemporani, d'un plàstic negre molt prim, semblant a les insercions de vinil de la revista "sonora" de l'època de 1965-1985, van ser igualment de curta durada. Als Estats Units, els discos Hit of the Week es van introduir a principis de 1930. Estaven fabricats amb un plàstic translúcid patentat anomenat Durium revestit sobre una base de paper marró pesant. Es va estrenar una nova publicació setmanal, que es va vendre als quioscs com una revista. Encara que van ser econòmics i comercials al començament, van ser víctimes de la Gran Depressió i la producció dels EUA va acabar el 1932. Els registres de Durium es van seguir fent al Regne Unit i fins a 1950 a Itàlia, on el nom "Durium" va sobreviure a l'era LP com una marca de discos de vinil. Malgrat aquestes innovacions, el shellac va continuar usant-se per la gran majoria de registres comercials de 78 rpm durant tota la vida del format.
El 1931, RCA Victor va introduir Victrolac de vinil basat en plàstic com a material per a discos de format inusual i de propòsit especial. Un d'ells va ser un disc de 16 polzades, 33 1/3 rpm utilitzat pel sistema de cinema de so en disc Vitaphone. El 1932, RCA va començar a usar Victrolac en un sistema de gravació domiciliària. A final de la dècada de 1930, el pes lleuger, la força i el baix soroll de superfície del vinil l'havien convertit en el material preferit per a la programació de ràdio pre-gravada i altres aplicacions crítiques. Tanmateix, per a registres ordinaris de 78 rpm, el cost molt més elevat del plàstic sintètic, així com la seva vulnerabilitat a les pesants pastilles i les agulles d'acer produïdes a gran escala utilitzades en els reproductors de discos, van fer que la substitució general del shellac no fos pràctica en aquell moment. Durant la Segona Guerra Mundial, les Forces Armades dels Estats Units van produir milers de discos V de vinil de 78 polzades de 12 polzades per a l'ús de tropes a l'estranger. Després de la guerra, l'ús del vinil es va fer més pràctic a mesura que proliferaven nous reproductors de discos amb pastilles de vidre lleuger i estils de precisió de safir o un exòtic aliatge d'osmi. A la fi de 1945, RCA Víctor va començar a oferir premsades de vinil vermell transparent Red Seal, clàssics, a un preu de luxe. Més tard, Decca Records va introduir Deccalite de vinil 78, mentre que altres discogràfiques utilitzaven formulacions de vinil comercialitzades com Metrolite, Merco Plastic i Sav-o-flex, però es van utilitzar principalment per produir registres infantils "irrompibles" i premsades especials de vinil DJ primes per a l'enviament a estacions de ràdio.

### Mides del 78 rpm
En la dècada de 1890, els formats d'enregistrament dels primers discs (joguines) eren majoritàriament de 12,5 cm (nominalment 5 polzades) de diàmetre; a mitjans de la dècada de 1890, els discos solien ser de 7 polzades (nominalment 17,5 cm) de diàmetre.
El 1910, el disc de 10 polzades (25,4 cm) va ser, amb diferència, l'estàndard més popular, mantenint al voltant uns 3 minuts (180 s) de música o d'un altre entreteniment.
A partir de 1903, també es van vendre discos de 12 polzades (30,5 cm) comercialment, majoritàriament de música clàssica o de selecció operística, de 4 a 5 minuts (240 a 300 s) de música per cara. Víctor, Brunswick i Columbia també van emetre segells populars de 12 polzades, generalment destacant una puntuació de l'espectacle de Broadway.
També van aparèixer altres mides. Els discos de vuit polzades (20 cm) amb una etiqueta de 2 polzades de diàmetre (51 mm) es van fer populars durant aproximadament una dècada. A la Gran Bretanya, però, no es poden reproduir completament en la majoria dels reproductors de discs moderns, ja que el braç no arribava prou al mig sense modificar l'equip. El 1903, Víctor va oferir una sèrie de registres "Deluxe Special" de 14 polzades (35,5 cm), que es venien per dos dòlars i tocaven a 60 rpm. Es van emetre menys de cinquanta títols i la sèrie es va reduir el 1906 a causa de les baixes vendes. El 1906, una empresa britànica de curta durada anomenada Neophone comercialitzà una sèrie de discos d'una sola cara de 20 polzades (50 cm), que ofereixen representacions completes d'algunes obertures operàtiques i peces més curtes. Pathe també va emetre discos de 14 polzades (35,5 cm) i de 20 polzades (50 cm) al voltant del mateix període.

### Capacitat d’emmagatzematge sonor
El temps de reproducció d’un disc fonogràfic depèn de la longitud del solc disponible, dividida per la velocitat del tocadiscos. Alhora, la longitud total del solc depèn de l’espai entre els solcs contigus, a més del diàmetre del disc. A principis del segle xx, els primers discos plans es reproduïen durant dos minuts, el mateix que els registres cilíndrics. El disc de 12 polzades, introduït per Victor el 1903, va augmentar el temps de reproducció a tres minuts i mig. Donat que el disc estàndard de 10 polzades i 78 rpm podia contenir al voltant de tres minuts de so per cara, la majoria de les gravacions populars es van limitar a aquesta duració. Per exemple, quan Creole Jazz Band de King Oliver, inclòs Louis Armstrong van realitzar el 1923 les seves primeres gravacions per Gannett Records de Richmond, Indiana, es van registrar 13 cares (una durava 2:09, i la resta entre 2:52 i 2:59).
El gener del 1938, Milt Gabler va començar a gravar per al seu segell Commodore Records, i amb la finalitat de permetre actuacions contínues més llargues, va editar alguns discos de 12 polzades. El cantant Eddie Condon va explicar: “Gabler es va adonar que una sessió d’improvisació necessita una major duració per desenvolupar-se”. Les dues primeres gravacions en format de 12 polzades no van aprofitar la seva capacitat: “Carnegie Drag” durava 3m 15s; i “Carnegie Jump”, 2m 41s. Però a la seva segona sessió, el 30 d’abril, les dues gravacions de 12 polzades ja eren més llargues: “Embraceable You” durava 4m 5s; i “Serenade to a Shylock”, 4m 32s. Una altra forma de superar la limitació de temps era editar una peça que s'estengués per ambdues cares d’un sol disc. Les estrelles de vodevil Gallagher i Shean van gravar el 1922 “Mr. Gallagher and Mr. Shean” escrita per ells mateixos (o suposadament per Bryan Foy), a les dues cares d’un disc de 78 rpm de 10 polzades per Victor. Peces musicals més llargues es van llançar com un conjunt de discos. El 1903, HMV a Inglaterra va fer la primera gravació completa d’una òpera, Ernani de Giuseppe Verdi, en 40 discos d’una sola cara. El 1940, Commodore va llançar la gravació d’Eddie Condon i la seva banda de “A Good Man Is Hard to Find” en quatre parts, contingudes en les quatre cares de dos discos de 78 rpm i 12 polzades. La duració limitada de les gravacions va persistir des dels primers discos de Berliner fins a la introducció de l’LP el 1948.
A la música popular, el límit de temps de 3½ minuts a un disc de 78 rpm de 10 polzades significava que les cantants rara vegada gravaven peces llargues. Una excepció és la gravació de Frank Sinatra de la cançó de Rodgers i Hammerstein titulada Soliloquy, del musical Carousel, realitzada el 28 de maig del 1946. Degut que durava 7m 57s, més que la capacitat dels dos costats d’un disc estàndard de 78 rpm i 10 polzades, es va llançar al segell Masterwork de Columbia (la divisió clàssica) ocupant les dues cares d’un disc de 12 polzades. El mateix va passar amb la interpretació de John Raitt de la cançó a l’àlbum del repartiment original de Carousel, que havia sigut publicada a un àlbum de 78 rpm editat per American Decca el 1945.
Durant l’era del disc de 78 rpm, els elements de música clàssica i de la paraula parlada generalment es publicaven en el format de 12 polzades, d’entre 4 i 5 minuts per cada. Per exemple, el 10 de juny de 1924, quatre mesos després de l’estrena del 12 de febrer de “Rhapsody in Blue”, George Gershwin va gravar amb Paul Whiteman i la seva orquestra una versió abreviada del treball originalment de 17 minuts. Es va llançar al disc de codi Victor 55225 a doble cara, i durava 8m 59s.

### Àlbums discogràfics
Els registres de 78 rpm solien vendre's individualment en paper marró o bosses de cartró que eren simples, o de vegades impreses per mostrar al productor o al nom del venedor. En general, les bosses tenien un retall circular perquè es veiés l'etiqueta del disc. Els discos es podien col·locar en un prestatge horitzontalment o de canto, però per la seva fragilitat, sovint es trencaven.
La companyia discogràfica alemanya Odeon va ser pionera a l'àlbum el 1909 quan va publicar la suite Trencanous de Tchaikovsky en 4 discos de doble cara en un paquet especialment dissenyat.No obstant això, l'any anterior, Deutsche Grammophon havia produït un àlbum per a la seva gravació completa de l'òpera Carmen. La pràctica d'emetre àlbums no va ser adoptada per altres discogràfiques durant molts anys. Una excepció, HMV, va produir un àlbum amb una portada pictòrica per a la seva gravació de 1917 de The Mikado (Gilbert & Sullivan).
Cap a 1910, van aparèixer àlbums buits amb cartró o coberta de cuir, semblant a un àlbum de fotografia, que es van vendre com a àlbums discogràfics que els clients podien utilitzar per emmagatzemar els seus discos (el terme "disc de disc" es va imprimir en alguns cobertes). Aquests àlbums van tenir títols de 10 polzades i 12 polzades. Les cobertes d'aquests llibres enquadernats eren més amples i més alts que els discos a l'interior, permetent que l'àlbum discogràfic es col·loqués verticalment en un prestatge, com un llibre, que suspenia els fràgils discos sobre la plataforma i els protegia.
En la dècada de 1930, les companyies de discos van començar a emetre col·leccions de 78 rpm per un intèrpret o d'un tipus de música en àlbums especialment muntats, generalment amb obres d'art en la portada i notes de línia a la part posterior o interior. La majoria d'àlbums van incloure tres o quatre discos a dues cares, fent sis o vuit cançons per àlbum. Quan es va iniciar el vinil LP de 12 polzades l'any 1948, cada disc podria contenir un nombre similar de cançons com un àlbum típic dels 78. Per això encara es coneixen fins avui com a "àlbum".

### Llançaments de 78 rpm a l'era dels microsolcs
Des que els segells principals van deixar de produir discos de 78 rpm, es van llançar ocasionalment edicions per col·leccionistes o nostàlgics, o també per intentar obtenir una reproducció d’àudio de major qualitat utilitzant la velocitat de 78 rpm combinada amb els nous discos de vinil de llavors i els braços de tocadiscos lleugers. Així, el 1951, l’inventor Ewing Dunbar Nunn va fundar el segell Audiophile Records, que va llançar una sèrie d’àlbums masteritzats a 78 rpm que eren microsolcs i premsats en vinil (a diferència dels 78 tradicionals, amb la composició de goma-laca i solcs de 3 mil·lèsimes de polzada d’ample). Aquesta sèrie es venia en amples sobres de paper manila i va començar amb un àlbum de jazz amb el nombre de sèrie AP-1, que aviat va ser seguit per altres nombres AP fins aproximadament l’AP-19. Tot i així, als voltants del 1953, Nunn va considerar que la qualitat dels LP estàndard ja era suficient, va canviar la velocitat a 33 ⅓ rpm i va començar a emprar dissenys artístics amb les usuals fundes de cartró. Els nombres d’Audiophile es poden trobar a centenars en l’actualitat, però els més buscats són els llançaments a 78 rpm originals, especialment el primer, l’AP-1. La velocitat de 78 rpm estava principalment motivada per aprofitar la resposta de freqüències d’àudio més altes com 78 rpm poden proporcionar utilitzant discos de vinil amb microsolc, d’aquí el nom del segell discogràfic. Òbviament, per l'audiòfil de la dècada de 1950 el terme hi-fi (‘alta fidelitat’) significava que l’equip estéreo podia proporcionar una gama d’àudio molt més ampla que abans. També als voltants del 1953, Bell Records va llançar una sèrie de singles de música pop de plàstic de 7 polzades a 78 rpm de preu econòmic.
El 1968, Reprise va plantejar llançar una sèrie de discos single de 78 rpm dels artistes del seu segell d’aquell moment, denominada Reprise Speed Series. Però només es va llançar un disc, “I Think It’s Going to Rain Today” de Randy Newman, una pista del seu àlbum debut titulat amb el nom del cantant (amb el tema “The Beehive State” a l’altra cara). Reprise no va continuar amb la sèrie degut a la falta de ventes del single, i una falta d’interès general en el concepte.
El 1978, el guitarrista i vocalista Leon Redbone va llançar un disc promocional de 78 rpm amb dues cançons (“Alabama Jubilee” i “Please Don’t Talk About Me When I’m Gone”) del seu àlbum Champagne Charlie.
El 1980, al Regne Unit, Stiff Records va publicar un disc a 78 rpm de Joe “King” Carrasco que contenia les cançons “Buena” (en espanyol, amb l’ortografia alternativa “Bueno” a l’etiqueta) i “Tuff Enuff”. El dibuixant underground, músic i col·leccionsita de discos de 78 rpm Robert Crumb va llançar tres discos de 78 rpm en vinil amb el seu grup Cheap Suit Serenaders a la dècada de 1970.
A la dècada de 1990, Rhino Records va emetre una sèrie de discos presentats en caixes de reedicions a 78 rpm dels primers èxits del rock and roll, destinats als propietaris de jukebox antigues. Però els discos estaven fets de vinil, i alguns dels tocadiscos de 78 rpm (els d’abans de la Segona Guerra Mundial) es van dissenyar amb braços pesats per reproduir discos de goma-laca impregnats de pissarra dura de la seva època. Aquests Rhino de 78 de vinil eren menys resistents i serien deteriorats per les màquines de discos i els tocadiscos antics, però funcionen molt bé en tocadiscos més recents amb capacitat per girar a 78 rpm i equipats amb moderns braços lleugers i agulles de safir o diamant.
Com a edició especial per la celebració del Record Store Day de 2011, Capitol va llançar el senzill de The Beach Boys “Good Vibrations” en forma d’un disc de 78 rpm de 10 polzades (amb “Heroes and Villains” a la cara B). Més recentment, The Reverend Peyton’s Big Damn Band ha llançat un tribut al guitarrista de blues Charlie Patton titulat Peyton on Patton, tant en LP de ... polzades com en 78 rpm de 10 polzades. Ambdós estan acompanyats d’un enllaç de descàrrega digital, assumint la possibilitat que els compradors no podrien reproduir la gravació de vinil.

## Noves mides i materials
Tant el disc de microgroove LP 33 1/3 rpm com els singles de 45 rpm estan fets de plàstic de vinil que és flexible i irrompible en l'ús normal, fins i tot quan s'envien per correu amb cura d'un lloc a un altre. Els discos de vinil, però, són més fàcils de ratllar, i són molt més propensos a deformar-se, en comparació amb la majoria de discos de 78 rpm, que eren de goma lacada.
El 1931, RCA Victor va llançar el primer disc de vinil de llarga durada disponible comercialment, comercialitzat com a disc de programació de transcripció. Aquestes gravacions revolucionàries van ser dissenyades per a la reproducció a 33 1/3 rpm i es premsaven en un disc flexible de 30 cm de diàmetre amb una durada d'uns deu minuts per cara. La ràpida introducció d'un disc de llarga durada de RCA Victor va ser un fracàs comercial per diversos motius, incloent-hi la manca d'un equip de reproducció assequible i fiable per a consumidors i la dificultat de consumir durant la Gran Depressió. A causa de les dificultats econòmiques que va patir la indústria discogràfica durant aquest període (i els propis ingressos de RCA), l'edició d'aquests discos de Victor va ser interrompuda a principis de 1933.
També va haver-hi un petit lot de gravacions més llargues publicades a principis de la dècada de 1930: Columbia va introduir discos de més de 10 polzades (sèrie 18000-D), així com una sèrie de 10 polzades de solc doble o registres més llargs amb les etiquetes "pressupost" de Harmony, Clarion i Tone Velvet. També hi va haver un parell de discos de més durada emesos a ARC (per llançar-los en les seves etiquetes Banner, Perfecte i Oriole) i en l'etiqueta Crown. Tots aquests van ser eliminats a mitjan 1932.
El nivell de soroll superficial més baix del vinil que la laca no es va oblidar, ni tampoc la seva durabilitat. A final de la dècada de 1930, els comercials de ràdio i programes de ràdio pre-gravats que s'enviaven als disc jockeys començaven a ser presos en vinil, de manera que no es trencaven per correu. A mitjans de la dècada de 1940, les còpies de discos especials de DJ es van començar a fer de vinil també, per la mateixa raó. Aquestes van ser 78 rpm. Durant i després de la Segona Guerra Mundial, quan els subministraments de petxines marines eren extremadament limitats, es van premsar discos de 78 rpm en vinil en comptes de la xocolata, en particular els discos de 12 polzades (30 cm) de 78 rpm produïts per V-Disc per distribuir-los als Estats Units Tropes dels Estats en la Segona Guerra Mundial. A la dècada de 1940, les transcripcions de ràdio, que generalment eren de 16 polzades, però de vegades de 12 polzades, eren sempre de vinil, però gravades a 33 1/3 rpm. Les transcripcions més curtes sovint es van gravar a 78 rpm. A partir de 1939, el Dr. Peter Goldmark i el seu personal de Columbia Records i CBS Laboratories van emprendre esforços per abordar els problemes d'enregistrament i reproducció de solcs estrets i el desenvolupament d'un sistema de reproducció de consum econòmic i fiable. Va costar uns vuit anys d'estudi, excepte quan va ser suspès a causa de la Segona Guerra Mundial. Finalment, la Columbia Record Company va presentar l'àlbum de gravació de microgroove de 13 polzades (30 cm) Long Play (LP) 33 1/3 rpm en una conferència de premsa de Nova York el 18 de juny de 1948. Al mateix temps, Columbia va introduir un vinil de 7 polzades de 33 1/3 revolucions de microsolc anomenant-lo ZLP, però va ser de curta durada i avui és molt estrany, perquè RCA Víctor va introduir un disc de 45 rpm alguns mesos més tard, que es va convertir en l'estàndard.
No volent acceptar i llicenciar el sistema de Columbia, el febrer de 1949, RCA Victor va llançar els primers 45 rpm solts, de 7 polzades de diàmetre amb un gran orifici central. El reproductor de 45 rpm incloïa un mecanisme canviant que permetia apilar múltiples discs, tant com un canviador convencional de discos de 78 rpm. El breu temps de reproducció d'una única cara de 45 rpm significava que les obres llargues, com les simfonies, havien de ser llançats en uns quants singles en comptes d'un sol LP, però RCA va afirmar que el nou canviador d'alta velocitat provocava interrupcions tan breus com per ser inaudibles o inconseqüents. Els primers registres de 45 rpm es van realitzar a partir de vinil o poliestirè. Van tenir un temps de reproducció de vuit minuts.
Una altra mida i format era el dels discs de transcripció de ràdio a partir dels anys quaranta. Aquests registres solien ser de vinil, 33 rpm i 16 polzades de diàmetre. Cap reproductor de discos domèstics podria reproduir discos tan grans, i van ser utilitzats principalment per emissores de ràdio. Tenien una mitjana de 15 minuts per cara i contenien diverses cançons o material de programa de ràdio. Aquests discos es van fer menys comuns als Estats Units quan els registradors van començar a utilitzar-se per a transcripcions de ràdio cap al 1949. Al Regne Unit, els discs analògics continuaven sent el mitjà preferit per a la llicència de transcripcions de la BBC als radiodifusors d'ultramar fins que l'ús dels CD es va fer alternativa pràctica.
En uns quants sistemes de fonògraf i discos de transcripció de ràdio, a més d'alguns àlbums sencers, s'inverteix la direcció del solc, començant a prop del centre del disc i cap a l'exterior. Una petita quantitat de discos (com ara el Monty Python Matching Tie and Handkerchief) es van fabricar amb múltiples solcs separats per diferenciar les pistes (generalment anomenats "NSC-X2").

### Etapa de la goma laca
Les primeres velocitats de rotació van variar considerablement, però del 1900 al 1925 la majoria de les gravacions es van registrar a 74-82 revolucions per minut, tot i que les del tipus disc Edison sempre es reproduïen a 80 rpm.
Es va realitzar al menys un intent d’allargar el temps de gravació disponible a principis de la dècada de 1920. L’empresa World Records va produir discos que es reproduïen amb una velocitat lineal constant, utilitzant un giradiscos controlat per un regulador de velocitat complementari patentat per Noel Pemberton Billing. A mesura que l’agulla es movia des de l’exterior a l’interior del disc, la velocitat de rotació augmentava gradualment a mesura que es disminuïa el diàmetre del solc. Aquest comportament és similar al del disc compacte modern i al de la versió CLV del seu predecessor, el Laserdisc Philips (codificat analògicament), però s'inverteix de dins a fora.
A la dècada de 1920, es va estandarditzar la velocitat de 78,26 rpm quan es van introduir els sistemes estroboscòpics i les marques a les vores dels giradiscos per normalitzar les velocitats dels torns de gravació. A aquella velocitat, un disc estroboscòpic amb 92 línies s'”estabilitzava” davant una llum que parpellejava a 60 Hz. A les regions del món que utilitzaven un corrent de 50 Hz, l’estàndard era de 77,92 rpm (per un disc estroboscòpic de 77 línies). Després de la Segona Guerra Mundial, aquests discos van passar a ser coneguts retroactivament com 78s (setanta-vuits), per distingir-los dels formats de gravació de discos més nous, designats segons les seves velocitats de rotació. Anteriorment, es deien simplement “discos”, per poder-los distingir dels cilindres amb els que van competir inicialment.
Als Estats Units, l’antic sistema de 78 rpm va continuar produint-se juntament amb els formats més recents utilitzant els nous materials disponibles, però cada cop en menys quantitats, fins que la seva comercialització va finalitzar a l’estiu de 1958. En alguns països, com Filipines i l'Índia (en ambdós països es van llançar gravacions de The Beatles a 78 rpm), van perdurar fins a finals de la dècada de 1960. Per exemple, la darrera reedició de Columbia Records de cançons de Frank Sinatra en discos de 78 rpm va ser un àlbum anomenat Young at Heart, publicat el novembre de 1954. A principis de la dècada de 1970, encara es llançaven alguns discos per a nens en el format de 78 rpm. Al Regne Unit, el single de 78 rpm va persistir una mica més que als Estats Units, on fou superat en popularitat pels discos de 45 rpm a finals de la dècada de 1950, quan els adolescents van aconseguir cada cop major poder adquisitiu.
La competència entre Columbia i RCA es va estendre als equips de reproducció. Nombrosos tocadiscos tenien incorporats adaptadors per poder ajustar els diferents tipus d’orifici central, tot i que també eren habituals les peces inseribles per adaptar el gran orifici dels discos de 45 rpm de la marca Victor al pivot central de menor diàmetre de la majoria de tocadiscos.
És possible que alguns dels primers singles d’Elvis Presley a Sun Records hagin venut més còpies en 78 que en 45 rpm. Això es deu a la seva popularitat entre el 1954 i el 1955 al mercat hillbilly al sud i sud-oest dels Estats Units, on substituir el familiar tocadiscos de 78 rpm per un nou reproductor de 45 rpm era un luxe que pocs es podien permetre en aquell moment. A finals del 1957, RCA Victor va anunciar que els discos de 78 rpm representaven menys del 10% de les vendes de singles de Presley, fet que confirma la desaparició d’aquest format. L’últim single de Presley llançat a 78 rpm als Estats Units seria el disc de RCA Victor 20-7410, “I Got Stung”/”One Night” (1958), mentre que l’últim 78 rpm al Regne Unit seria el RCA 1194, “A Mess Of Blues”/”Girl Of My Best Friend”, publicat el 1960.

### L'era del vinil i el solc
Després de la Segona Guerra Mundial, dos nous formats competidors van aparèixer al mercat, reemplaçant gradualment l’estàndard de 78 rpm dominant fins llavors: el disc de 33⅓ rpm (sovint anomenat simplement 33 rpm) i el disc de 45 rpm.
- El format LP de 33⅓ rpm (pel terme anglès Long Play, traduït com “llarga duració” al català) va ser desenvolupat per Columbia Records, essent promocionat el juny de 1948. El primer llançament del format LP de 12 polzades va consistir en 85 peces clàssiques, començant amb el concert per violí de Mendelssohn, amb el violinista Nathan Milstein com a solista i l’Orquestra Filharmònica Simfònica de Nova York dirigida per Bruno Walter, de referència Columbia ML-4001. També es van llançar el juny de 1948 tres sèries de LP de 10 polzades i un ZLP de 7 polzades.
- RCA Victor va desenvolupar el format de 45 rpm i el va comercialitzar el març del 1949. Els discos de 45 rpm llançats per RCA el març de 1949 disposaven de 7 colors diferents de vinil segons el tipus de música gravada: blues, country, popular, etc.

Columbia i RCA Victor van realitzar els seus respectius treballs d’investigació i desenvolupament en secret. Ambdós tipus de discos utilitzaven solcs més estrets, destinats a reproduir-se amb agulles més fines, en general de 0,001 polzades (1 mil·lèsima de polzada o, aproximadament, 25 µm) d’ample, en comparació amb les de 0,003 polzades (76 µm) utilitzades als equips de 78 rpm, pel que els nous discos també van passar a ser reconeguts com a “microsolcs”. A mitjans de la dècada de 1950, tota la indústria musical va acordar un estàndard de resposta de freqüència comú, anomenat equalització RIAA. Abans d’establir aquest estàndard, cada empresa utilitzada la seva pròpia equalització, fet que requeria que els oients més exigents utilitzéssin preamplificadors amb corbes d’equalització adaptables.
Algunes gravacions, com els audiollibres per cecs, es van gravar per reproduir-les a 16 ⅔ rpm. Prestige Records va llançar discos de jazz en aquest format a finals de la dècada de 1950; per exemple, dos dels seus àlbums de Miles Davis es van aparellar en aquest format. Peter Goldmark, l’home que va desenvolupar el disc de 33 ⅓ rpm, també va desenvolupar el Highway Hi-Fi a 16 ⅔ rpm per instal·lar-se als automòbils Chrysler, però el baix rendiment del sistema i el deficient plantejament de Chrysler i Columbia van dur a la desaparició del format de 16 ⅔ rpm. Posteriorment, la velocitat de 16 ⅔ rpm es va utilitzar per publicacions de narracions per cecs i discapacitats visuals, però mai va estar disponible comercialment, tot i que no era infreqüent veure nous models de tocadiscos amb un ajustament de velocitat a 16 rpm fins a la dècada de 1970.

## Procés de reproducció
El procés de reproducció del disc de vinil consisteix en la conversió mecànica del moviment que experimenta l'agulla al seguir el solc, en un senyal elèctric que presenta les mateixes variacions que aquests petits solcs, formant així una ona analògica. En els equips estèreo els moviments laterals representen la suma de les canals estèreo i els moviments verticals representen la resta d'ambdós senyals. Els senyals elèctrics poden ser generats de diferents maneres, si bé és més habitual mitjançant un conjunt imant-bobina units a l'agulla.
El senyal analògic que produeix l'agulla amb les vibracions en passar pels solcs del disc de vinil és més precís que el que produeix un CD (senyal digital), ja que no se suprimeix cap informació.

## Limitacions
El vinil es carrega electroestàticament amb molta facilitat per la qual cosa atreu pols que és difícil de retirar. La pols i les rascades causen "clics i pops" audibles i podien fer que l'agulla saltés cap a línies més avançades del solc o, pitjor encara, que saltés a línies que ja havia recorregut creant un cicle que es repeteix indefinidament. Aquesta anomalia era molt freqüent en els primers discos fonogràfics, inclús es produïa en les transmissions de radio.
Els discs de vinil poden ser deformats per la calor, l'emmagatzematge incorrecte, exposició a llum solar o per defectes de fàbrica com el plàstic d'embolcall excessivament estret en la coberta de l'àlbum. Un grau petit de deformació era comú i els braços dels tocadiscs estaven dissenyats per tolerar-lo. Les variacions en el to de l'àudio eren producte de la deformació del disc. La pràctica estàndard per a la cura dels LPs era emmagatzemar el disc en una funda de paper o plàstic dins de la funda original, això reduïa l'entrada de pols al solc. Els senzills, amb algunes excepcions, venien amb cobertes simples de paper però sense cap coberta interna addicional.
Una altra limitació del disc gramofònic és que la fidelitat es redueix conforme avança la reproducció, això és perquè hi ha més vinil per segon disponible per a la reproducció de freqüències altes en les parts més llunyanes del centre que al final del solc. A l'inici del solc d'un LP comú hi ha 510 mm de vinil per segon que passen per l'agulla mentre que al final del solc són només de 200 a 210 mm de vinil per segon (la meitat de la resolució lineal).
Un altre problema sorgeix del fet de la geometria del braç tonal. Els enregistraments màster són tallats en un torn de gravació on una agulla de safir es mou radialment a través del disc, suspesa en una pista recta i dirigida per un cargol guia. La majoria dels tocadiscs fa servir un braç que pivota introduint errors de forces laterals i de to i azimut, i com a resultat hi ha distorsió en el senyal de reproducció. Es van crear diversos mecanismes per compensar això que variaven en el seu grau d'èxit.